# Xerochrysum
Xerochrysum is een geslacht van bedektzadigen uit de composietenfamilie (Asteraceae). De soorten komen voor in Australië.

## Soorten
- Xerochrysum alpinum Paul G.Wilson
- Xerochrysum andrewiae T.L.Collins & J.J.Bruhl
- Xerochrysum banksii (A.Cunn. ex DC.) T.L.Collins & I.Telford
- Xerochrysum berarngutta T.L.Collins & I.Telford
- Xerochrysum bicolor (Lindl.) R.J.Bayer
- Xerochrysum boreale Paul G.Wilson
- Xerochrysum bracteatum (Vent.) Tzvelev
- Xerochrysum collierianum A.M.Buchanan
- Xerochrysum copelandii J.J.Bruhl & I.Telford
- Xerochrysum frutescens J.J.Bruhl & I.Telford
- Xerochrysum gudang T.L.Collins & J.J.Bruhl
- Xerochrysum halmaturorum Paul G.Wilson
- Xerochrysum hispidum T.L.Collins & I.Telford
- Xerochrysum interiore Paul G.Wilson
- Xerochrysum macranthum (Benth.) Paul G.Wilson
- Xerochrysum macsweeneyorum T.L.Collins
- Xerochrysum milliganii (Hook.f.) Paul G.Wilson
- Xerochrysum murapan T.L.Collins & I.Telford
- Xerochrysum neoanglicum J.J.Bruhl & I.Telford
- Xerochrysum palustre (Flann) R.J.Bayer
- Xerochrysum papillosum (Labill.) R.J.Bayer
- Xerochrysum strictum T.L.Collins & J.J.Bruhl
- Xerochrysum subundulatum (Sch.Bip.) R.J.Bayer
- Xerochrysum viscosum (DC.) R.J.Bayer
- Xerochrysum wilsonii T.L.Collins